# Tenuipalpus waqasii
Tenuipalpus waqasii är en spindeldjursart som beskrevs av Hasan, Wakil och Bashir 2004. Tenuipalpus waqasii ingår i släktet Tenuipalpus och familjen Tenuipalpidae. Inga underarter finns listade i Catalogue of Life.